# 徐浩良
徐浩良（1961年—），中国籍，自2019年9月起担任联合国助理秘书长兼联合国开发计划署政策与方案支助局局长。

## 个人简介
徐浩良1979年至1983年就读于中国同济大学土木工程学院桥梁系，后在美国史蒂文斯理工学院获得管理学硕士学位。1996年，徐浩良获得美国哥伦比亚大学国际政策分析与管理硕士学位后进入联合国工作。在加入联合国之前，徐浩良曾在位于新泽西的美国路易斯伯格国际工程顾问公司担任计算机辅助设计工程师。赴美之前曾在同济大学担任助教。

## 任职经历
徐浩良于1994年加入联合国开发计划署。在加入亚太局之前，徐浩良先后担任欧洲和独联体局副局长（2010-2013）；联合国驻哈萨克斯坦协调员及联合国开发计划署驻哈萨克斯坦代表（2007-2010）；联合国开发计划署驻巴基斯坦国别主任（2005-2007年）；联合国开发计划署驻巴基斯坦副代表（2004-2005年）；联合国开发计划署驻东帝汶高级副代表（2002-2004年）；联合国开发计划署驻伊朗副代表（2000-2002）；联合国开发计划署纽约总部亚太局项目经理（1997-1999）；联合国开发计划署驻哈萨克斯坦项目官员（1995-1997 ）；联合国开发计划署欧洲和独联体局助理项目管理官员（1994-1995） 等职务。
徐浩良于2013年9月至2019年9月担任联合国助理秘书长、联合国开发计划署助理署长兼亚太局局长。

2019年7月3日，联合国秘书长安东尼奥·古特雷斯任命徐浩良担任联合国开发计划署政策与方案支助局局长。2023年6月26日，联合国秘书长古特雷斯宣布任命徐浩良担任联合国副秘书长兼开发计划署副署长。